# Thymus dmitrievae
Thymus dmitrievae — вид рослин родини глухокропивові (Lamiaceae), поширений у Казахстані й Киргизстані.

## Поширення
Поширений у Казахстані й Киргизстані.